# 壱町田湿地

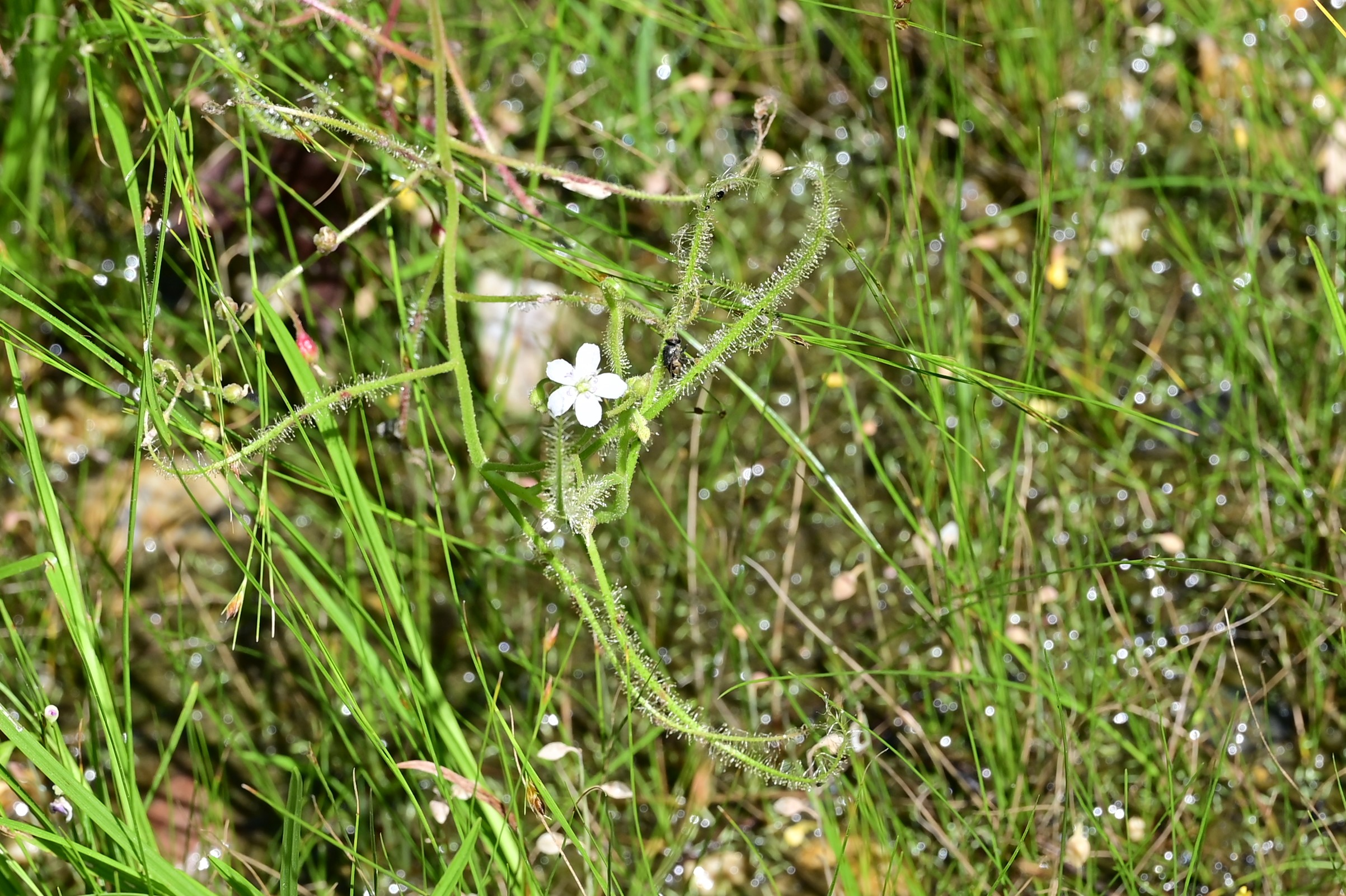
ナガバノイシモチソウ

壱町田湿地（いっちょうだしっち）は、愛知県知多郡武豊町にある湿原。

## 特徴
総面積1.1ha、湿地面積570m2の湿地。通常時は関係者以外は立ち入れないが、年間約5日間の一般公開期間が設けられている。

## 歴史
1984年（昭和59年）、植物群落が愛知県指定天然記念物に指定された。
1999年（平成11年）2月26日、愛知県自然環境保全地域の指定を受けた。

## 生息する主な生物など
- ハッチョウトンボ
- ヒメタイコウチ

## 主な樹木など
- クロマツ
- ヒサカキ
- カキラン
- ウメバチソウ
- ヒメミミカキグサ
- モウセンゴケ
- シロバナ
- コウホネ
- ヒメコウホネ
- ヒメガマ
- ナガバノイシモチソウ
- シラタマホシクサ